# Charles Somerset (marquis de Worcester)
Pour les articles homonymes, voir Somerset.
Charles Somerset, marquis de Worcester (25 décembre 1660 – 13 juillet 1698) est un aristocrate anglais.

## Biographie
Il est le fils aîné de Henry Somerset (1er duc de Beaufort) et de Marie Capell, titré Lord Herbert de Raglan de 1667 à 1682 et marquis de Worcester par la suite.
Il étudie à Christ Church (Oxford), inscrit en 1677 et obtient un MA en 1682. Le 6 juin 1682, il épouse Rebecca Child, qui est la fille de Josiah Child et la tante de Richard Child (1er comte Tylney). Ils ont au moins deux enfants:
1. Henry Somerset (2e duc de Beaufort), son héritier et successeur de son père
2. Henrietta Somerset, (27 août 1690 - 9 août 1726) mariée à Charles FitzRoy (2e duc de Grafton) le 30 avril 1713, avec qui elle a quatre fils et trois filles.

Après sa mort, dans un accident en 1698, il est enterré dans le Raglan. Comme Charles est décédé avant son père, le duché passe à Charles, fils de Henry.

## Carrière
Il est élu le plus jeune (13 ans) membre de la Royal Society en juin 1673.
Il est commissaire pour l'Évaluation de Brecon de 1677 à 1679 et pour le Gloucestershire, le Middlesex, Monmouth et Brecon de 1689 à 1690. En 1681 il se rend aux Pays-Bas. Il est nommé colonel de la milice pour Bristol (1682-1685) et est membre du conseil dans les Marches galloises (1682-1689). Il est nommé Custos Rotulorum de Radnorshire (1682-1689), sous Lieutenant de Monmouthshire (1683-1687), dans le Wiltshire (1683-1688) et le Gloucestershire (1685-1687).
Il est membre du comité de la Compagnie britannique des Indes orientales (1683-1691). Il est colonel d'un régiment de fantassins (1685-1687) et député de Monmouthshire (1685-1687 et 1689-1695)